# Gerard Querol i Berlanga
Gerard Querol i Berlanga   (Sant Cugat del Vallès, 1999), conegut a xarxes socials com a Gerry Querry Berry o simplement Gerry, és un creador de continguts audiovisuals català. Destaca pels seus vídeos a TikTok i per haver estat l'impulsor de Tindercat.
Estudiant de Dret i Relacions internacionals a la Universitat Ramon Llull, va començar a penjar vídeos de caràcter humorístic a TikTok la primavera de l'any 2020, coincidint amb el confinament per la pandèmia de COVID-19. Va ser un dels primers a fer-ho en llengua catalana i tenir una certa rellevància pública. L'abril de 2022 ja tenia més de 57.000 seguidors en aquesta xarxa social. S'ha especialitzat, sobretot, a retratar amb ironia diferents tipus de catalans en funció de la universitat on estudien, del partit que voten o de la discoteca on surten de festa.
Va ser un dels perfils que van formar part del programa multiplataforma Mood Z, impulsat per TV3 per intentar crear nous referents digitals joves en català. L'aposta, capitanejada per la productora La Bombilla, no va tenir massa èxit. El gener de 2021 va posar les seves xarxes socials a disposició dels comerços de proximitat de Sant Cugat per fer-los difusió de forma gratuïta en un moment de dificultats econòmiques del sector. L'11 d'abril de 2021 va impulsar Tindercat, un programa de cites en català fet a través dels espais de Twitter, que permeten fer pòdcasts interactius a través d'aquesta xarxa social.
El 2023 va començar a presentar el programa Clímax, al canal EVA (3Cat). El 2024 va participar en el concurs de TV3 El tros.